# پنومبرا: طاعون سیاه
پنومبرا: طاعون سیاه (انگلیسی: Penumbra: Black Plague) یک بازی ویدئویی در سبک وحشت روان‌شناختی است که توسط پارادوکس اینتراکتیو و در سال ۲۰۰۷ و در پلت‌فرم‌های لینوکس، مایکروسافت ویندوز، و مک‌اواس منتشر شده‌است.